# Omar Louborg
Mohammad Omar Per Louborg er en dansk muslim, som har skrevet flere bøger om sufisme, den asketisk-mystiske form for islam. Han har desuden oversat bøger om islam.